# Lugnvik
Lugnvik is een plaats in de gemeente Kramfors in het landschap Ångermanland en de provincie Västernorrlands län in Zweden. De plaats heeft 349 inwoners (2010) en een oppervlakte van 125,83 hectare. De plaats ligt aan een baai van de rivier de Ångermanälven, vlak bij de plaats waar deze uitmondt in de Botnische Golf.

## Verkeer en vervoer
Bij de plaats lopen de Länsväg 332 en Länsväg 334.

## Demografische ontwikkeling
Bron: Zweeds Bureau voor Statistiek. Tatörter 1960-2010